# Opizo z Mezzano
Opizo z Mezzano, Opizzo Fieschi (Opiz, Opiso, Opitz, Opizon, zm. ok. 1291 r.) – włoski duchowny, opat klasztoru św. Pawła w Mezzano, łaciński patriarcha Antiochii. W polskiej historiografii znany przede wszystkim jako legat papieża Innocentego IV w Polsce i w Prusach, koronator Daniela Romanowicza na króla Rusi. 

## Biografia

### Kwestia pochodzenia
Opizzo Fieschi pochodził z genueńskiej rodziny hrabiów Lavagna, do której należało wielu dostojników kościelnych, m.in. Obizzo Fieschi, biskup Parmy (1194–1224)  oraz papieże: Innocenty IV i Hadrian V. Pochodzenie Opizzona nie jest do końca jasne – uznaje się, że Innocenty IV (Sinibaldo Fieschi) był jego wujem, a niektóre zapisy kościelne sugerują, że ojcem był Tedisio Fieschi. Utożsamia się przy tym omawianego Fieschiego z Opizonem, opatem z Mezzano, wspominanym w dokumentach papieskich. Benedyktyński klasztor św. Pawła, którego opatem był Opizo, należy lokalizować nie w Messynie (jak się niekiedy błędnie podaje), lecz w diecezji Piacenza  – w Mezzano Scotti. 
Inaczej pochodzenie legata widzieli Emilio Nasalli Rocca  i Kazimierz Gołąb. Według pierwszego Opizo pochodził z rodziny Malaspina z Piacenzy, toskańskich arystokratów, hrabiów di Luna. Był najmłodszym syn Moruello di Luna. Jako duchowny, najpierw został notariuszem papieskim, a potem opatem benedyktyńskiego klasztoru św. Pawła w Mezzano niedaleko Piacenzy.
Kazimierz Gołąb uznawał legata za osobę odrębną od Obizzona Fieschi, patriarchy Antiochii, za to być może tożsamą z osobą o nazwisko Obizo de Castello,  piacentyńczykiem z rodziny Malaspina, doktorem dekretów i profesorem prawa kanonicznego na Uniwersytecie Bolońskim, a być może i tożsamym z kurialistą Obizonem z czasów Honoriusza III.
Współcześnie zazwyczaj utożsamia się obu Opizonów: legata w Polsce dzielnicowej i patriarchę Antiochii z rodu Fieschi  .

### Kariera duchowna za pontyfikatu Innocentego IV
Po wyborze Sinibalda Fieschiego na papieża w 1243 r. ważnym wydarzeniem w karierze Opizona był sobór lyoński I (1245 r.). Podczas tego zgromadzenia Innocenty IV przedstawił problemy ówczesnego Kościoła, jakimi były m.in. rywalizacja papiestwa z cesarstwem w osobie Fryderyka II, zagrożenie ze strony Tatarów i Turków, potrzeba zorganizowania kolejnych krucjat, misje chrystianizacyjne prowadzone przez zakon krzyżacki w Prusach i krajach sąsiednich. W soborze uczestniczył także Opizo, opat z Mezzano , który najprawdopodobniej zetknął się tam, ze znanymi mu zapewne wcześniej, niegdysiejszym biskupem modeńskim, Wilhelmem, papieskim legatem w Prusach i północnej Europie. Po wspomnianym soborze (w połowie października 1245 r.) Opizo został mianowany legatem w Prusach i w Polsce, z której to misji został odwołany we wrześniu 1246 r. Jednym z jego zadań było zakończenie konfliktu między wschodniopomorskim Świętopełkiem a Krzyżakami .
Znalazłszy się w Prusach, Opizo dązył do zawieszenia broni pomiędzy chrześcijanami oraz ponowił obietnice dla Prusów, którzy przyjmą chrześcijaństwo. W sporze krzyżacko-pomorskim wydał zapewne wyrok korzystny dla Świętopełka, ponieważ Krzyżacy wnieśli apelację 5 marca 1246 r. Pogodził też księcia gdańskiego z biskupem kujawskim Michałem. Papieski legat Opizo jest znany z tego okresu również z odpustów udzielonych we Wrocławiu w 1246 r.. Następne legacje pełnili: na terenie Prusach – Albert Suerbeer, arcybiskup ryski, a na ziemiach polskich – Pietro Capocci, Jakub leodyjski oraz Hugues de Saint-Cher. 
Po śmierci łacińskiego patriarchy Antiochii, Alberta Rezzaty (także obecnego na soborze lyońskim) Innocenty IV mianował (w 1246 r.) swojego krewnego na to stanowisko. Następnie polecił mu udać się na tereny krzyżowców w charakterze delegata apostolskiego, lecz Fieschi przebywał w Genui (będącej wówczas siedliskiem gwelfów) jeszcze w kwietniu 1248 r., zajmując się m.in. spadkiem po poprzedniku.  Następnie z polecenia papieża podporządkował sobie kościoły będące w jurysdykcji Eutymiusza II, prawosławnego patriarchy antiocheńskiego, którego po przybyciu do Antiochii ekskomunikował i zmusił do opuszczenia miasta. Na podstawie listu papieża z Perugii z 7 listopada 1252 r. uznał także osiągnięcie wieku sprawnego przez księcia Antiochii, Boemunda VI, który ukończył 15 lat .
Drugą nominację na legata w Prusach i w Polsce Opizo otrzymał w połowie maja 1253 r. Podczas drugiego pobytu na ziemiach współczesnej Polski Opizo działał na rzecz organizacji wyprawy rycerstwa chrześcijańskiego przeciwko Tatarom. Zakres jego działalności obejmował także księstwa Rusi. Wśród spraw, którymi zajął się legat należy wymienić obłożenie klątwą Krzyżaków za najechanie świeżo nawróconej Galindii, by zapobiec włączeniu jej pod jurysdykcję polskich biskupów. Zatwierdził też utworzenie diecezji łukowskiej. 
W grudniu 1253 r. (styczniu 1254 r.) w towarzystwie arcybiskupa gnieźnieńskiego Pełki, księcia Siemowita I mazowieckiego oraz prawdopodobnie biskupa krakowskiego Jana Prandoty koronował w Drohiczynie księcia halicko-wołyńskiego Daniela na króla Rusi.
Wcześniej biskup chełmiński Heidenryk koronował także wielkiego księcia litewskiego Mendoga na króla Litwy (1253 r. Obu koronacjom towarzyszyło krótkotrwałe przyjęcie zwierzchności Stolicy Apostolskiej, która w przypadku Rusi miała charakter unii kościelnej, a w przypadku Litwy – chrystianizacji.
10 lutego 1254 r. legat Opizo wystawił dokument, w którym przyjmuje pod swoją opiekę klasztor czerwiński wraz z uposażeniem, które szczegółowo wymienia. 
8 marca tegoż roku nałożył ekskomunikę na Przemysła I, a jego ziemie obłożył interdyktem, za to, że podczas pobytu legata na Śląsku wojska wielkopolskie splądrowały miasto Oleśnica i jego okolicę. Najazd wywołany został niewykupieniem z niewoli przez Henryka III (za kwotę 500 grzywien) kasztelana ryczyńskiego Mroczka z Pogorzeli. Wspomniane kary kościelne obowiązywały do 31 marca owego roku. 
30 marca 1254 r., gdy Księstwo Antiochii zostało spustoszone przez muzułmanów, papież powierzył Opizonowi administrację Kościoła w Nikozji. W tym samym dniu, w związku z ponoszonymi przez niego wydatkami na podróże do Kurii Rzymskiej, Fieschi uzyskał upoważnienie do wstrzymania części dochodów należnych zmarłemu biskupowi Norwich oraz połowy subsydiów wysyłanych na pomoc Antiochii . 
Wiosną 1254 r. (28 marca, 18 i 25 kwietnia) ogłosił we Wrocławiu okolicznościowe odpusty. W tym czasie Innocenty IV ogłosił odpust zupełny dla uczestników wypraw przeciwko Tatarom (19 maja 1254 r.), równy odpustowi przysługującemu krzyżowcom w Ziemi Świętej.
Wraz z arcybiskupem Pełką i innymi polskimi biskupami Opizo uczestniczył w podniesieniu relikwii św. Stanisława na ołtarz wawelskiej katedry (8 maja 1254 r.). Z polecenia papieża odczytał również dekret kanonizacyjny. Uroczystości kanonizacyjne oraz zbieranie świętopietrza przez legata były oznaką oddania się Polski pod opiekę papiestwu.
Opizo opuścił Polskę na długo przed śmiercią Innocentego IV. W październiku 1254 r. Fieschi przebywał w Akce . 

### Dalsze losy
Po zdobyciu Antiochii przez Bajbarsa i upadku Księstwo Antiochii w 1268 r. Opizzo sprawował urząd patriarchy antiocheńskiego jedynie tytularnie. Za pontyfikatu kolejnych papieży Opizzo został także mianowany kolejno administratorem diecezji Nemosia (Limassol na Cyprze): 1268–1280, archidiecezji Trani w Italii – od 1 kwietnia 1280 do 1288 r. – oraz archidiecezji genueńskiej – od 4 czerwca 1288 do 1292 r. 
Jako administrator genueński Opizzo Fieschi otwarcie działał na rzecz interesów swojej rodziny, która nie była w stanie odzyskać dawnej pozycji politycznej w życiu miasta po objęciu władzy przez antygwelficki rząd capitani del popolo. Fieschi szachował miasto ożywieniem interdyktu Mikołaj III z 1279 r., „zapomnianego” za pontyfikatu kolejnych papieży. Oskarżany o sprzyjanie rewolcie musiał opuścić miasto na początku 1289 r. Utraciwszy wpływy polityczne, zachował stanowisko administratora archidiecezji. W 1291 r. Mikołaja IV zlecił mu ekskomunikowanie kupców genueńskich, którzy utrzymywali stosunki handlowe z Egiptem. Papież nakazał mu również dopilnować, aby zakaz handlu z Egiptem znalazł się w statucie miasta (23 sierpnia). 5 września prebendy wzięte z majątku klasztorów cysterskich zostały uznane za roczną rentę dla Fieschiego, co mogło stanowić zapowiedź zmiany na stanowisku zarządcy archidiecezji genueńskiej, gdyż pod koniec tego roku arcybiskupem Genui był już dominikanin Jacopo da Varazze.
Opizzo Fieschi zmarł wkrótce po 1291 r. 